# Салаватнефтемаш
АО «Салаватнефтемаш» (до 1978 года — «Салаватский машиностроительный завод») — российский производитель оборудования для нефтяной промышленности. Местонахождение предприятия — город Салават.

## История
В 1951 году был введен в действие Ремонтно-механический завод (РМЗ) Комбината № 18, изготовляющий нестандартное оборудования и вводящий в эксплуатацию технологическое оборудование.
В 1957 году на базе РМЗ был создан Салаватский машиностроительный завод (СМЗ).
В 1989 году СМЗ преобразован в НПО «Салаватнефтемаш», в состав которого вошли ПО «Ишимбайнефтепроммаш» (Ишимбайский завод нефтепромыслового оборудования и Ишимбайский машиностроительный завод), Туймазинский Химмаш, Октябрьский ЗНПОИ, Юлаговещенский арматурный завод, завод «Нефтехиммаш» в поселке Маячный. 
В 2000 году НПО «Салаватнефтемаш» преобразован в ОАО «Салаватнефтемаш». 
В 2014 году ОАО «Салаватнефтемаш» стал победителем конкурса между организациями машиностроительных отраслей промышленности Республики Башкортостан в номинации «Лучшая организация условий и охраны труда» среди организации с численностью свыше 1000 человек.
До марта 2025 года 100 % акций завода принадлежало Алексею Митюшову, являвшемуся топ-менеджером «Газпрома». 4 апреля 2025 года предприятие было национализировано. 100 % акций были переданы государству.

## Руководство
Директора предприятия:
- Тулвинский А. Ш. — с 1953 г.

- Тюрин П. С. — с 1955 г.

- Чопикашвили Ш. А. — с 1956 г.

- Ведерников Л. Г. — с 1965 г.

- Татанаров А. А. — с 1973 г.

- Пурис Е. Г. — с 1974 г.

- Ларцев А. В. — с 1986 г.

- Черных Ю. А. — с 1995 г.

- Рахимов Х. Х. — с 2009 г.

- Галиуллин Р. А. — с 2010 г.
- Запрометов А. Ю. — с 2014 г.

## Известные личности
На предприятии начинали свою трудовую деятельность: постоянный представитель президента Ельцина в Республике Башкортостан Харлов Алексей Иванович, министр по делам МЧС, секретарь межведомственного Совета Администрации президента РБ Магадеев Марат Шарифович.